# NGC 2208
NGC 2208 é uma galáxia lenticular (S0) localizada na direcção da constelação de Auriga. Possui uma declinação de +51° 54' 36" e uma ascensão recta de 6 horas, 22 minutos e 34,6 segundos.
A galáxia NGC 2208 foi descoberta em 24 de Novembro de 1886 por Lewis A. Swift.